# The Big Bang Theory (1.ª temporada)
A primeira temporada de The Big Bang Theory, sitcom americana criada por Chuck Lorre e Bill Prady, teve sua estreia no dia 21 de Setembro de 2007 nos EUA pelo canal CBS. No Brasil, a série estreou em Novembro de 2007 pelo canal a cabo Warner Channel.
A série teve sua produção paralisada por um certo período devido a greve dos roteiristas e retornou dia 17 de Março de 2008, totalizando 17 episódios nesta temporada.

## Prefácio
Os físicos Leonard Hofstadter (Johnny Galecki) e Sheldon Cooper (Jim Parsons) veem suas vidas mudarem quando uma jovem moça chamada Penny (Kaley Cuoco), se muda para o mesmo andar do apartamento em que eles moram. Leonard começa a ter uma pequena queda por Penny, enquanto ela tem que suportar os seus amigos: Sheldon Cooper, uma pessoa que tem uma excessiva neurose e perfeccionismo; Howard Wolowitz (Simon Helberg), um nerd don juan; e Rajesh Koothrappali  (Kunal Nayyar), que não fala com mulheres ou homens afeminados por ser tímido. Ao decorrer desta temporada: Sheldon é demitido de seu trabalho por ter insultado o seu chefe, vê seu ego ofendido por conta de uma criança, e se vê incapaz de fazer parte de uma mentira que Leonard disse; Rajesh descobre que ele só consegue falar com garotas quando está bêbado; e Penny e Leonard saem juntos no último episódio.

## Elenco
| - Johnny Galecki como Dr. Leonard Hofstadter - Jim Parsons como Dr. Sheldon Cooper - Kaley Cuoco como Penny - Simon Helberg como Howard Wolowitz - Kunal Nayyar como Dr. Rajesh "Raj" Koothrappali | - Brian Patrick Wade como Kurt - Vernee Watson como Althea - Sara Gilbert como Leslie Winkle - Laurie Metcalf como Mary Cooper - Mark Harelik como Dr. Eric Gablehauser - Carol Ann Susi como Sra. Wolowitz - Brian George como Dr. V.M. Koothrappali - Alice Amter como Sra. Koothrappali | - Brooke D'Orsay como Christy - James Hong como Chen - Sarayu Rao como Lalita Gupta - DJ Qualls como Toby Loobenfeld - Austin Lee como Dennis Kim - Andrew Walker como Mike - Courtney Henggeler como Missy Cooper |

## Curiosidades
No episódio 13, pensando em quem substituirá Sheldon na equipe para a competição em Física, Raj sugere que chamem a atriz que interpretou Blossom (no seriado americano de mesmo nome, exibido entre 1991 a 1995), estrelado pela atriz Mayim Bialik, que só foi entrar em The Big Bang Theory dois anos depois, no final da 3ª temporada. Mayim Bialik, na vida real, é PhD em neurociência.

## Episódios
| N.º na série | N.º na temp. | Título                                                                                             | Dirigido por     | Escrito por                                                                                       | Exibição original      | Audiência EUA (milhões) |
| --- | ------------ | -------------------------------------------------------------------------------------------------- | ---------------- | ------------------------------------------------------------------------------------------------- | ---------------------- | ----------------------- |
| 1 | 1            | "Pilot" "Piloto" (BR)                                                                              | James Burrows    | Chuck Lorre & Bill Prady                                                                          | 24 de setembro de 2007 | 9.52                    |
| Depois de uma visita mal sucedida ao banco de esperma de alto QI, Dr. Leonard Hofstader (Johnny Galecki) e Dr. Sheldon Cooper (Jim Parsons) voltam para casa e encontram Penny (Kaley Cuoco), uma nova vizinha que mudou-se para o outro lado do corredor entre seu apartamento. Leonard imediatamente se interessa por ela, enquanto Sheldon sente que seu amigo está perseguindo um sonho que nunca vai se realizar. Mais tarde, Leonard convida Penny para o apartamento dele e de Sheldon para comer comida indiana, quando Penny pede para usar o seu chuveiro, pois o dela está quebrado. Embora enrolada em uma toalha, ela encontra os amigos Howard Wolowitz (Simon Helberg), o pegador de mulheres que tenta acertar o coração de Penny, e Rajesh Koothrappali (Kunal Nayyar), que sofre de mutismo seletivo perto de mulheres, com isso não consegue falar com ela. Leonard está tão apaixonado por Penny, que, depois de deixá-la usar o seu chuveiro, ele concorda em recuperar sua TV de seu ex-namorado Kurt (Brian Wade). No entanto, a força física de Kurt domina Leonard e derruba o QI elevado de ambos de 360, e eles retornam para casa caminhando envergonhados, de mãos vazias, e sem calças. Sentindo-se mal por eles, Penny se oferece para levar os caras para jantar, onde começa uma amizade entre eles. Personagens recorrentes: Brian Wade como Kurt e Vernee Watson como Althea |              | |                  |                                                                                                   |                        |                         |
| 2 | 2            | "The Big Bran Hypothesis" "A Hipótese do Grande Farelo" (BR)                                       | Mark Cendrowski  | História por : Chuck Lorre & Bill Prady Roteiro por : Robert Cohen (escritor)                     | 1 de outubro de 2007   | 8.58                    |
| Leonard se voluntaria para mais uma "missão" na tentativa de causar boa impressão em Penny e ajudá-la com seus novos móveis. Sheldon fica espantado com a bagunça no apartamento da amiga e por isso resolve ajudá-la de um jeito bem “invasivo” o que acaba dando terrivelmente errado. Descobrimos neste episódio que Sheldon não entende nada de sarcasmo. No fim Penny acaba reconhecendo que o apartamento ficou ótimo e os meninos tentam ajudá-la a montar um móvel do jeito nerd de ser. |              | |                  |                                                                                                   |                        |                         |
| 3 | 3            | "The Fuzzy Boots Corollary" "A Disputa de Botas no Corolário" (BR)                                 | Mark Cendrowski  | História por : Chuck Lorre Roteiro por : Bill Prady & Steven Molaro                               | 8 de outubro de 2007   | 8.36                    |
| Leonard fica bem deprimido quando vê que Penny está saindo com outra pessoa. Como resultado seus amigos e colegas cientistas incentivam que Leonard convide uma colega de laboratório para sair, Leslie Winkle (Sara Gilbert). Sheldon tenta levantar a moral de Leonard após isso também não dar certo, mas esse “conselho” acaba dando apoio pra que ele finalmente convide Penny para sair. Assim acontece o primeiro “encontro” entre Leonard e Penny. |              | |                  |                                                                                                   |                        |                         |
| 4 | 4            | "The Luminous Fish Effect" "O Efeito Luminoso do Peixe" (BR)                                       | Mark Cendrowski  | História por : Chuck Lorre & Bill Prady Roteiro por : David Litt & Lee Aronsohn                   | 15 de outubro de 2007  | 8.15                    |
| Após conhecer seu novo chefe e provocá-lo Sheldon perde seu emprego. Com seu dia de folga ele tenta explorar a vida fora do mundo da física e acompanha Penny no supermercado. Acontece que Sheldon começa a tomar atitudes estranhas o que força Leonard a chamar a mãe de seu amigo, Mary Cooper (Laurie Metcalf), uma cristã do Texas. Ela consegue tirar o filho dessa situação e o leva de volta ao emprego. |              | |                  |                                                                                                   |                        |                         |
| 5 | 5            | "The Hamburger Postulate" "O Hamburger Postulado" (BR)                                             | Andrew D. Weyman | História por : Jennifer Glickman Roteiro por : Dave Goetsch & Steven Molaro                       | 22 de outubro de 2007  | 8.81                    |
| Sem conseguir conquistar Penny, Leonard tem encontro com uma cientista. |              | |                  |                                                                                                   |                        |                         |
| 6 | 6            | "The Middle-Earth Paradigm" "O Paradigma da Terra-Média" (BR)                                      | Mark Cendrowski  | História por : Dave Goetsch Roteiro por : David Litt & Robert Cohen                               | 29 de outubro de 2007  | 8.92                    |
| Penny convida os rapazes para festa à fantasia com tema de Halloween. |              | |                  |                                                                                                   |                        |                         |
| 7 | 7            | "The Dumpling Paradox" "O Paradoxo do Pastel" (BR)                                                 | Mark Cendrowski  | História por : Chuck Lorre & Bill Prady Roteiro por : Lee Aronsohn & Jennifer Glickman            | 5 de novembro de 2007  | 9.68                    |
| Penny dorme na casa de Leonard porque e sua amiga e Wolowitz ocupam seu apartamento. |              | |                  |                                                                                                   |                        |                         |
| 8 | 8            | "The Grasshopper Experiment" "A Experiência do Grasshopper" (BR)                                   | Ted Wass         | História por : Dave Goetsch & Steven Molaro Roteiro por : Lee Aronsohn & Robert Cohen             | 12 de novembro de 2007 | 9.32                    |
| Os pais de Raj, Dr. Koothrappali (Brian George) e Sra. Koothrappali (Alice Amter), arranjam um encontro às cegas para seu filho. Desesperado Raj acaba descobrindo como falar com mulheres com ajuda de Penny. No encontro com Lalita Gupta (Sarayu Rao), Raj precisa beber para conseguir falar com ela e isso é um desastre. Raj fica muito bravo quando Sheldon começa a conversar com sua garota e acaba perdendo a pretendente. |              | |                  |                                                                                                   |                        |                         |
| 9 | 9            | "The Cooper-Hofstadter Polarization" "A Polarização Cooper-Hofstadter" (BR)                        | Joel Murray      | História por : Bill Prady & Stephen Engel Roteiro por : Chuck Lorre & Lee Aronsohn & Dave Goetsch | 17 de março de 2008    | 9.11                    |
| Os problemas surgem quando os rapazes são convidados para dar uma conferência de física e Sheldon se recusa a compartilhar o crédito com Leonard. Para piorar a situação, chega Penny com o único interesse de aparecer para os nossos protagonistas. |              | |                  |                                                                                                   |                        |                         |
| 10 | 10           | "The Loobenfeld Decay" "A Decadência de Loobenfeld" (BR)                                           | Mark Cendrowski  | História por : Chuck Lorre Roteiro por : Bill Prady & Lee Aronsohn                                | 24 de março de 2008    | 8.63                    |
| Penny será vítima das mentiras de seus vizinhos, pois tanto Leonard como Sheldon decidem inventar uma desculpa para não estarem presentes no seu concerto. Entretanto, no caso de Sheldon, a opção de ficar em casa parece ser a melhor. |              | |                  |                                                                                                   |                        |                         |
| 11 | 11           | "The Pancake Batter Anomaly" "A Massa de Panqueca Anômala" (BR)                                    | Mark Cendrowski  | História por : Chuck Lorre & Lee Aronsohn Roteiro por : Bill Prady & Stephen Engel                | 31 de março de 2008    | 8.68                    |
| Quando Sheldom adoece, Leonard e seus amigos saem correndo do apartamento com medo de escutar as queixas e reclamações do cientista doente. Agora, a pobre Penny terá que se preparar para cuidar do pior e mais caprichoso doente do mundo. |              | |                  |                                                                                                   |                        |                         |
| 12 | 12           | "The Jerusalem Duality" "A Dualidade de Jerusalém" (BR)                                            | Mark Cendrowski  | História por : Jennifer Glickman & Stephen Engel Roteiro por : Dave Goetsch & Steven Molaro       | 14 de abril de 2008    | 7.69                    |
| Dr. Gablehauser apresenta o jovem físico prodígio, Dennis Kim (Austin Lee), de apenas 15 anos. Sheldon se incomoda quando percebe que ele pode ser mais inteligente do que ele. Desapontado consigo mesmo Sheldon decide tentar ajudar seus colegas em suas áreas de trabalho e irrita-os demais. Desesperados para que Sheldon os deixe em paz os rapazes decidem se unir para tirar o foco de Dennis Kim e eliminar a ameaça a Sheldon. Para isso eles decidem usar a coisa que todo garoto de 15 anos gostaria. No fim das contas eles acabam tendo uma surpresa. |              | |                  |                                                                                                   |                        |                         |
| 13 | 13           | "The Bat Jar Conjecture" "A Conjectura da Bat Jarra" (BR)                                          | Mark Cendrowski  | História por : Stephen Engel & Jennifer Glickman Roteiro por : Bill Prady & Robert Cohen          | 21 de abril de 2008    | 7.51                    |
| Os rapazes se preparam para competir no relaxado Torneio de Físicos, porém quando Sheldon começa a tomar as coisas a sério, os rapazes decidem substitui-lo por sua nêmesis, Leslie Winkle. Por isso, nosso querido protagonista se verá forçado a formar sua própria equipe para demonstrar sua superioridade científica. |              | |                  |                                                                                                   |                        |                         |
| 14 | 14           | "The Nerdvana Annihilation" "A Aniquilação do Nerdvana" (BR)                                       | Mark Cendrowski  | História por : Bill Prady Roteiro por : Stephen Engel & Steven Molaro                             | 28 de abril de 2008    | 8.07                    |
| Os rapazes compram a máquina do tempo que foi utilizada nos seus filmes favoritos dos anos 60 e Penny aproveita a oportunidade para ridicularizar essa estranha paixão dos físicos por brinquedos. Esta situação faz com que Leonard reexamine sua vida e seu nível de maturidade. |              | |                  |                                                                                                   |                        |                         |
| 15 | 15           | "The Shiksa Indeterminacy The Pork Chop Indeterminacy" "A Indeterminação da Mulher Não-Judia" (BR) | Mark Cendrowski  | História por : Chuck Lorre Roteiro por : Lee Aronsohn & Bill Prady                                | 5 de maio de 2008      | 7.38                    |
| A irmã gêmea de Sheldon está na cidade e os cientistas caem rendidos diante de seus encantos, motivo o bastante para Leonard traçar um plano infalível para ganhar sua atenção. O planejamento encontra uma barreira quando Sheldon anuncia que ele é que decidirá com quem sua irmã vai sair. |              | |                  |                                                                                                   |                        |                         |
| 16 | 16           | "The Peanut Reaction" "A Reação ao Amendoim" (BR)                                                  | Mark Cendrowski  | História por : Bill Prady & Lee Aronsohn Roteiro por : Dave Goetsch & Steven Molaro               | 12 de maio de 2008     | 7.79                    |
| Penny quer fazer uma festa surpresa para Leonard, mas a complacência de Sheldon na loja de eletrônicos a tira do caminho. |              | |                  |                                                                                                   |                        |                         |
| 17 | 17           | "The Tangerine Factor" "O Fator Tangerina" (BR)                                                    | Mark Cendrowski  | História por : Chuck Lorre & Bill Prady Roteiro por : Lee Aronsohn & Steven Molaro                | 19 de maio de 2008     | 7.34                    |
| Final de temporada: Penny termina o namoro, incentivando Leonard a tomar coragem de convidá-la para sair, e cada um deles pede conselhos a Sheldon para o seu encontro. |              | |                  |                                                                                                   |                        |                         |